# 澂清樓

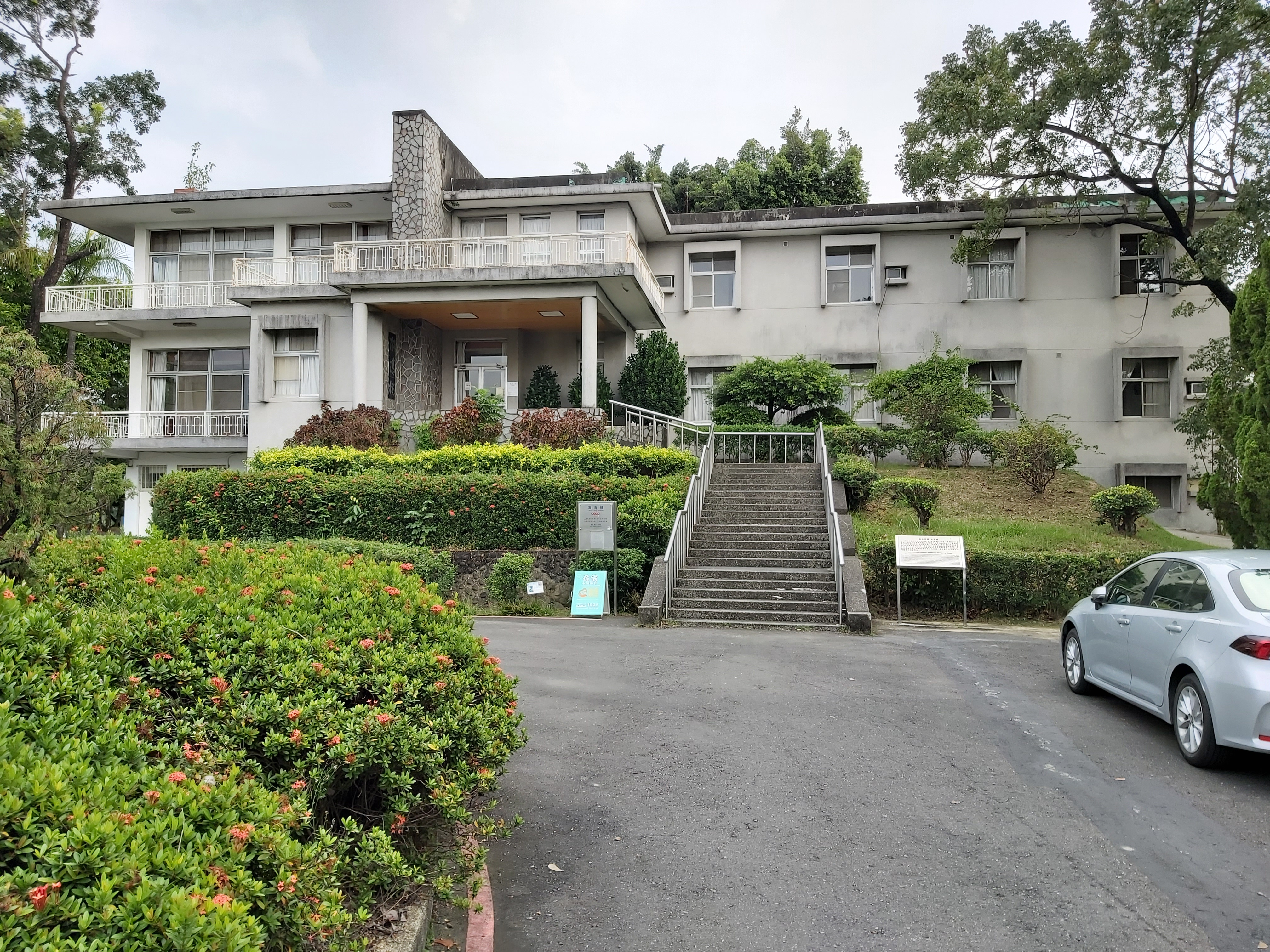
澂清樓

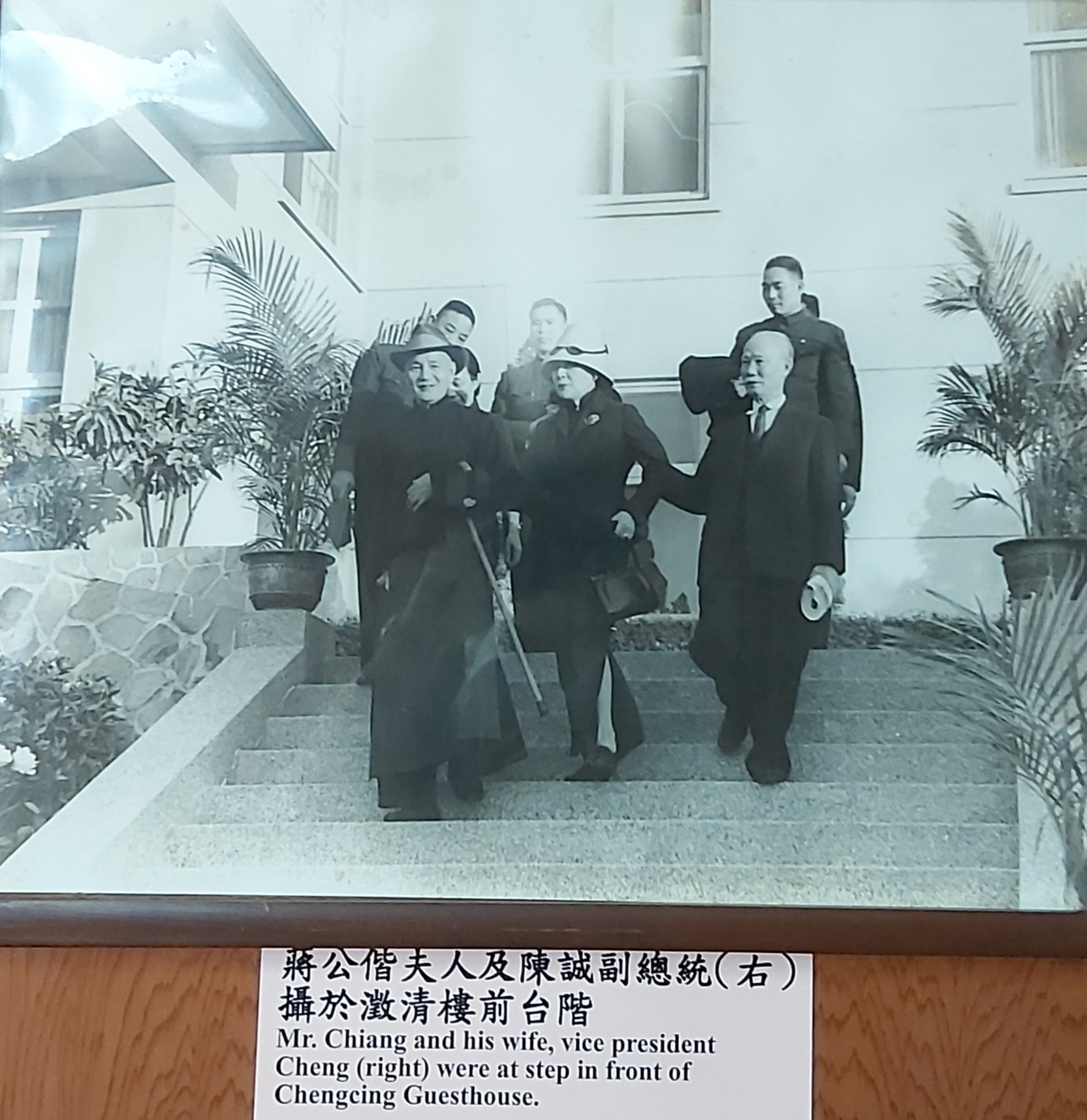
蔣中正偕夫人蔣宋美齡與副總統陳誠於澂清樓前合影。

澂清樓，又作澄清樓、澄清湖賓館，是位於高雄市鳥松區澄清湖畔仁山半島上的蔣公行館，由臺灣自來水公司第七區管理處觀光課管轄，相關設施面積約12.5公頃。

## 歷史

### 沿革
1956年11月，總統蔣中正根據海陸司令周雨寰與副總統陳誠的建議，於南下巡視水廠時前往當時作為蓄水灌溉與自來水廠用途的「大貝湖」現地瞭解概況後交由中華民國國防部籌建行館，工程費用由臺灣銀行出資、藍圖由石城建築事務所規劃設計，於1958年5月1日動土、1962年1月竣工。全館樓高三層，佔地約160坪，初名“大貝湖別墅”，後改稱“大貝湖招待所”。1960年大貝湖規劃為風景區正式開放觀光。1961年1月4日由蔣中正親自賜名為“澂清樓”。蔣於每年南下高雄市鳳山區主持中華民國陸軍軍官學校校慶時的下榻地點早期以西子灣行館為主，直至澂清樓興建完成後於1963年南下巡視時首次進駐。1963年大貝湖由蔣中正易名為「澄清湖」。1967年起，凡蔣南下主持陸官校慶一律擇定於此留宿。

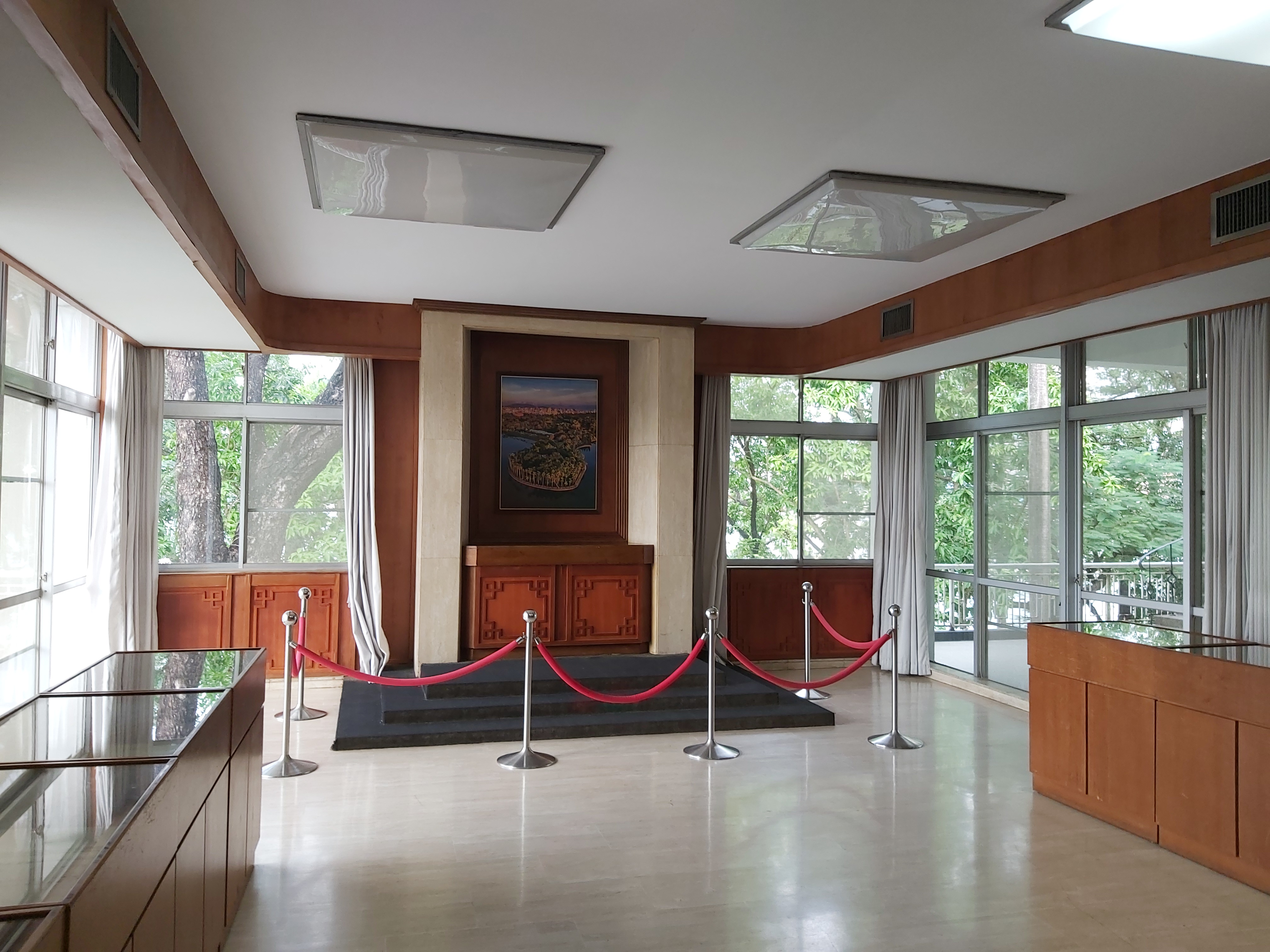
文物展視間
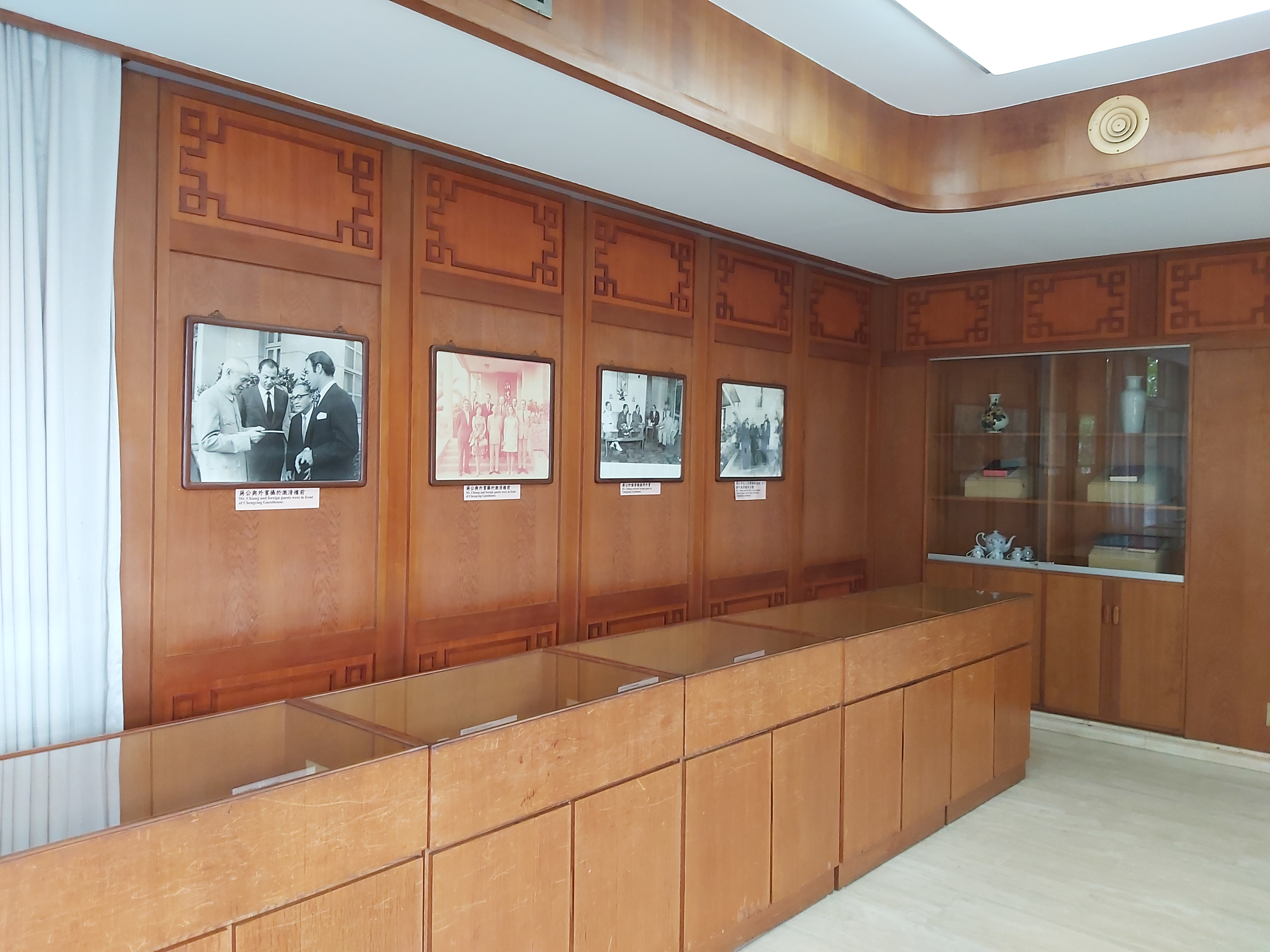
信扎、相片展示
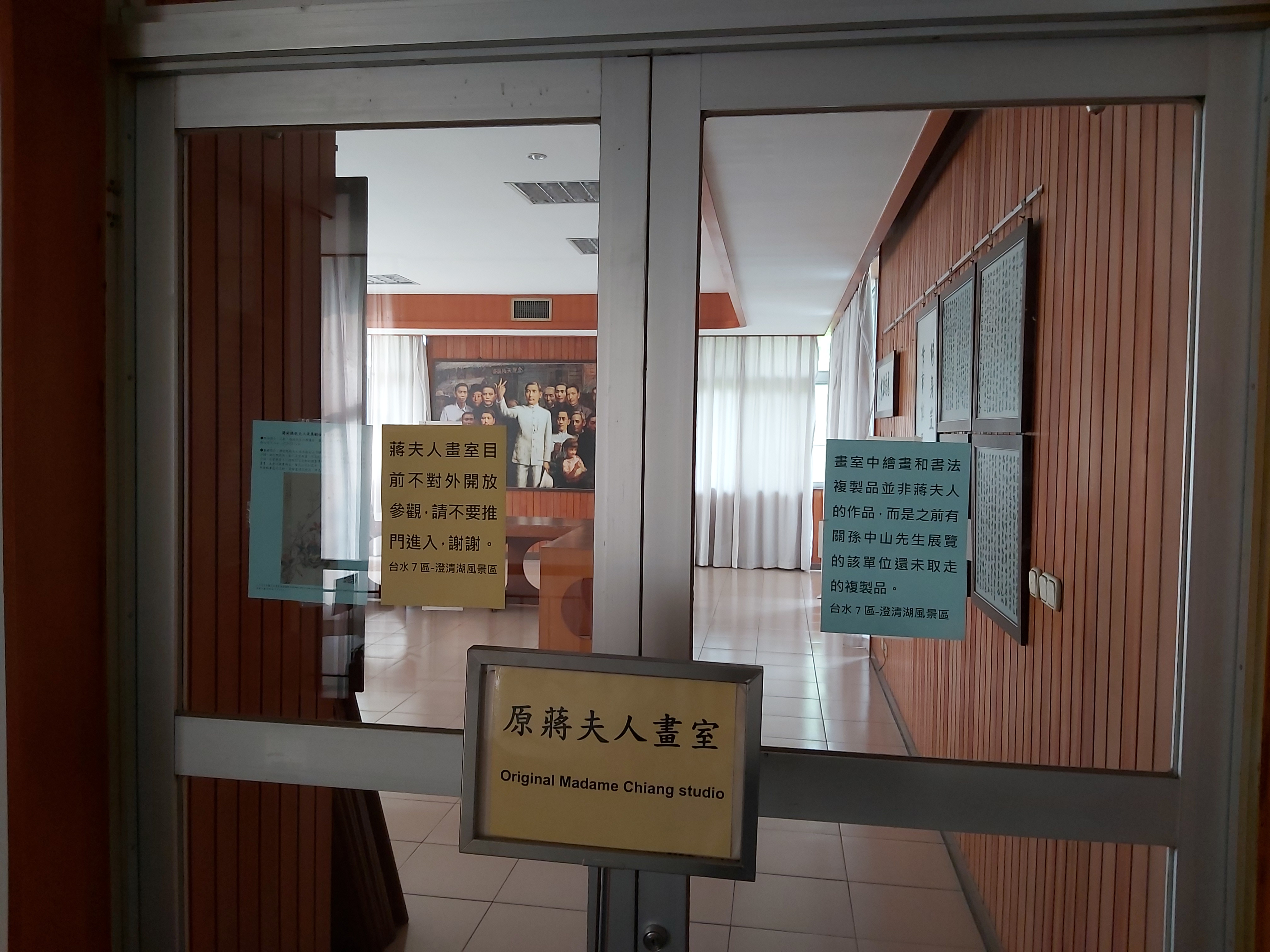
原蔣夫人畫室
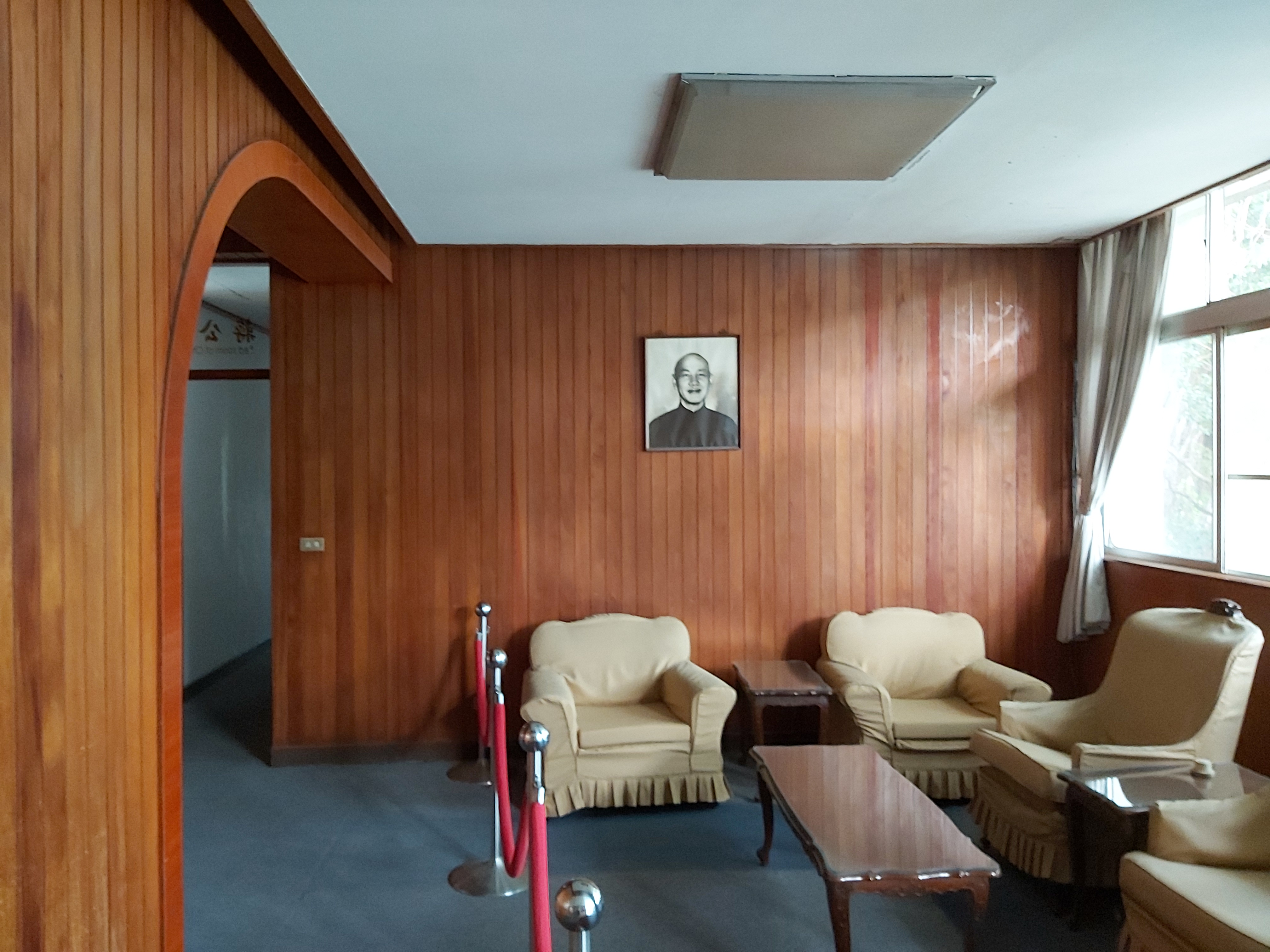
蔣公臥室

### 概要
全館建置有澂清樓本體、噴水池、運動場、侍衛大樓（隸屬於救國團後曾相繼改為傳習齋工商研習中心與水漾會館）及地下作戰指揮中心等設施。澂清樓一樓為值勤室及倉庫，二樓左側為總統辦公室、其後方是客廳；右側進入走道右方依次為侍衛長、女侍從、隨扈及其他家屬臥房；走道左側是廚房、餐廳及其親屬備用臥房，三樓左側為蔣宋美齡畫室兼放影室、後側作為起居室兼書房；右側進入走道左方為蔣經國臥室，但其本人未曾留宿，門牌上書有「部長」字樣；隨後為蔣宋美齡臥室，門牌上書有「夫人」字樣；右側為總統貼身侍衛等要人的臥室。蔣中正本人的臥室位於最內側，門牌上書有「貴賓」字樣。附設地下作戰指揮中心與秘密隧道建於1959年，位於傳習齋後側山坡下方且安裝有重達五千公斤的防爆門，總長約200公尺、寬約2公尺，現規劃為「海洋奇珍園」，用於展示海洋生態與相關生物標本。1969年，蔣因想念江蘇省姑蘇城外寒山寺的鐘聲，遂令人於澂清樓隔湖彼岸叢林裡建造一座三層鐘樓，由水廠負責發包施工、碧光營造廠得標興建、建築師修澤蘭設計。

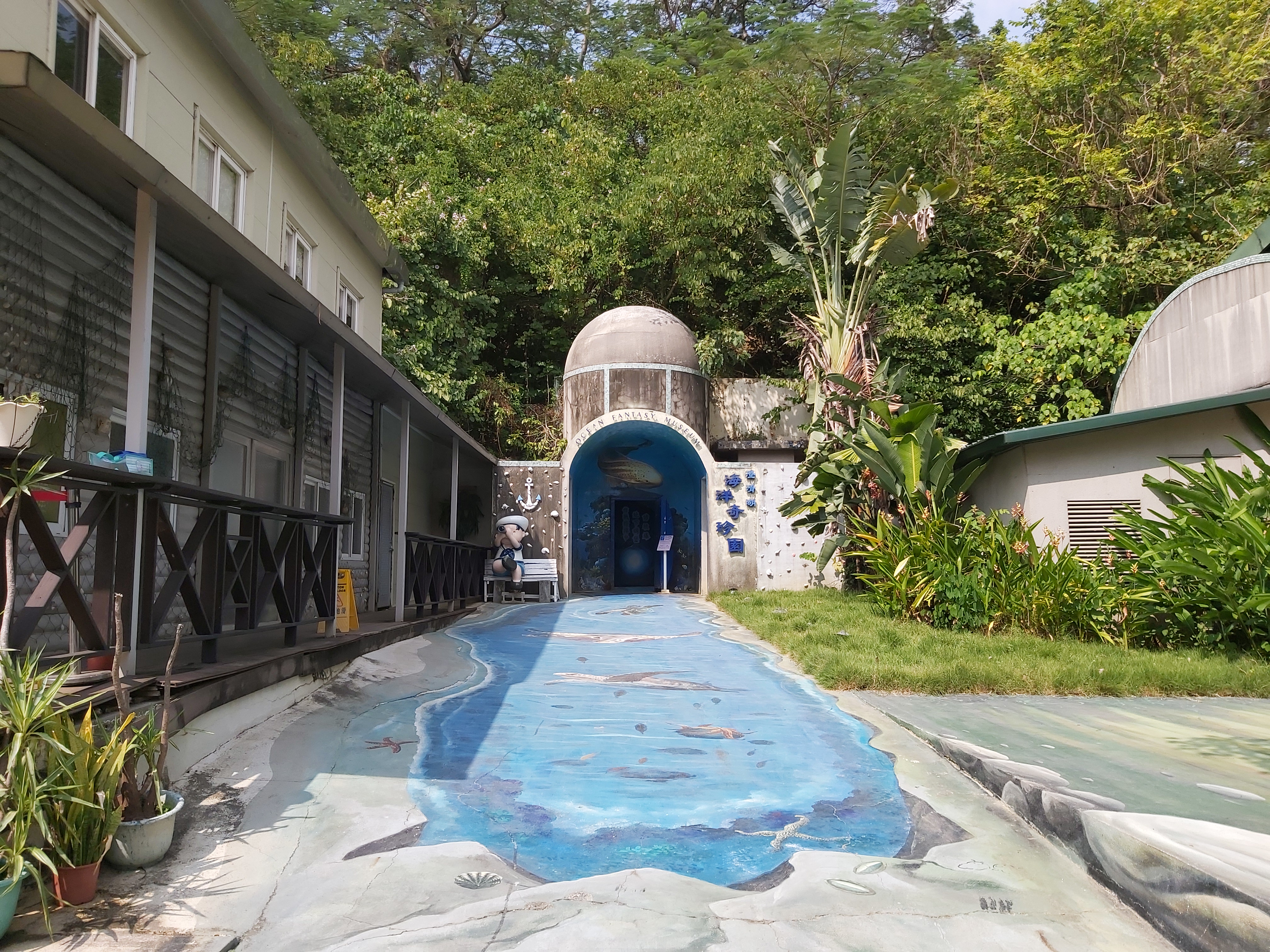
地下作戰指揮中心
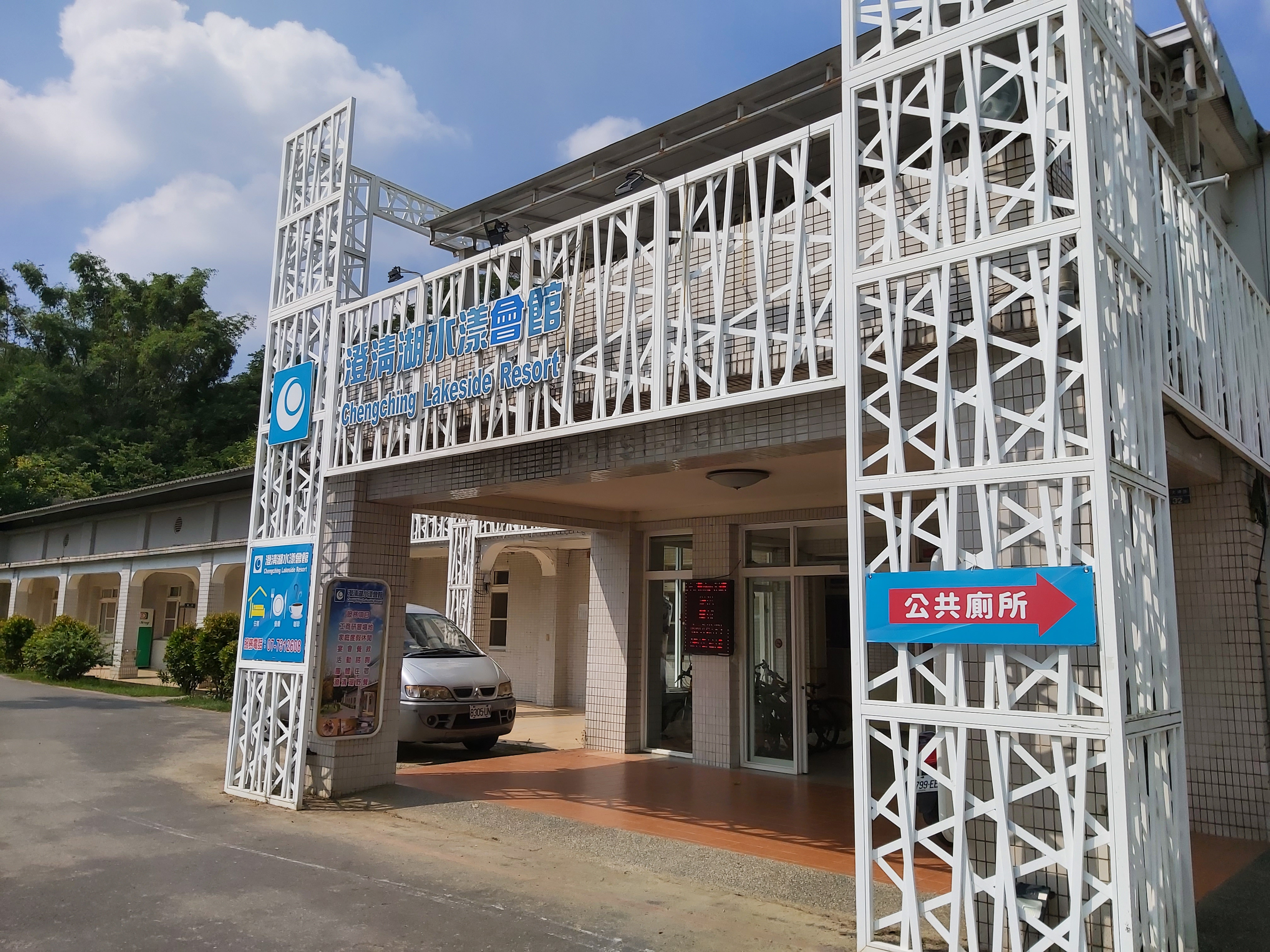
原侍衛大樓
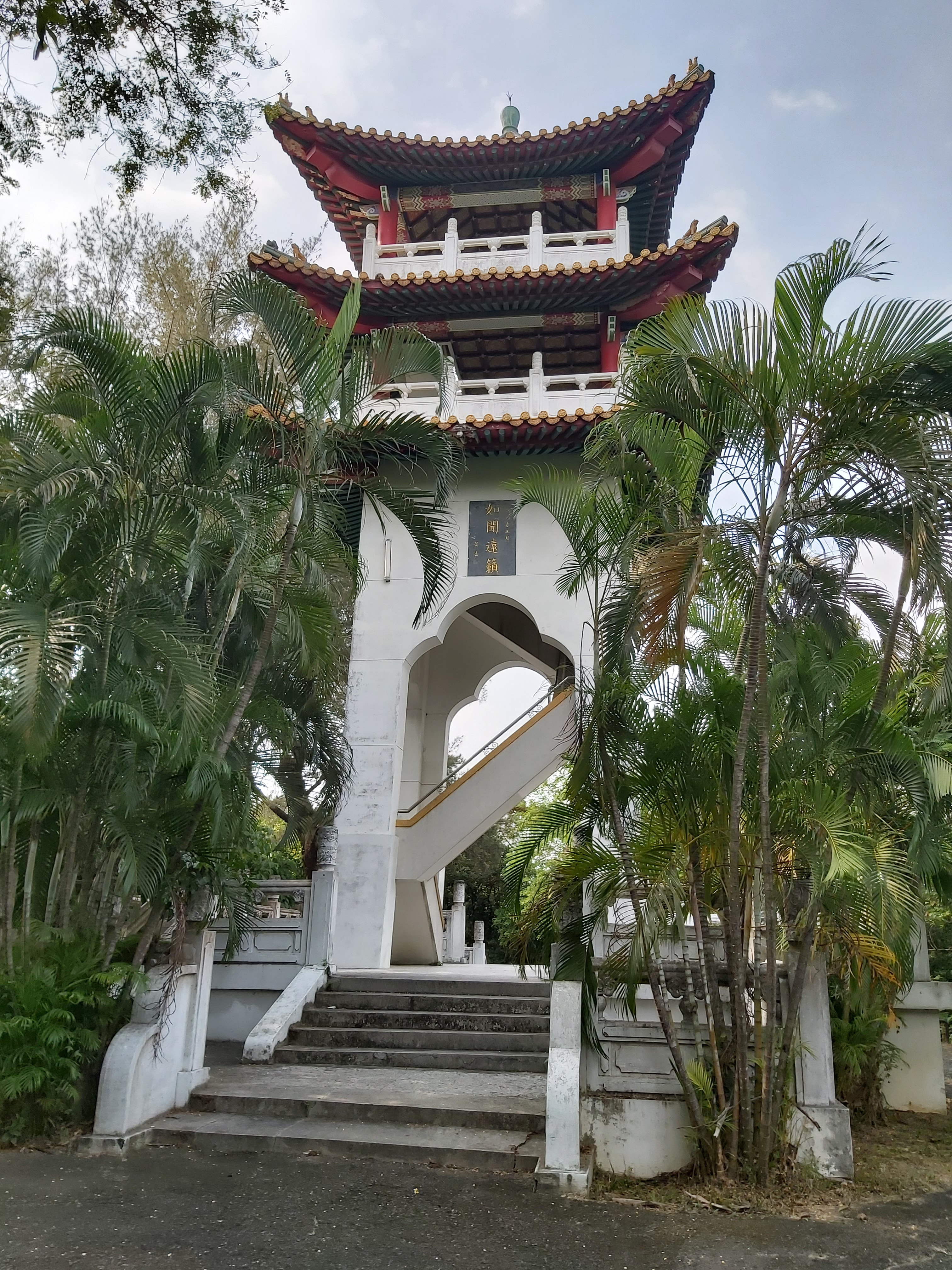
鐘樓
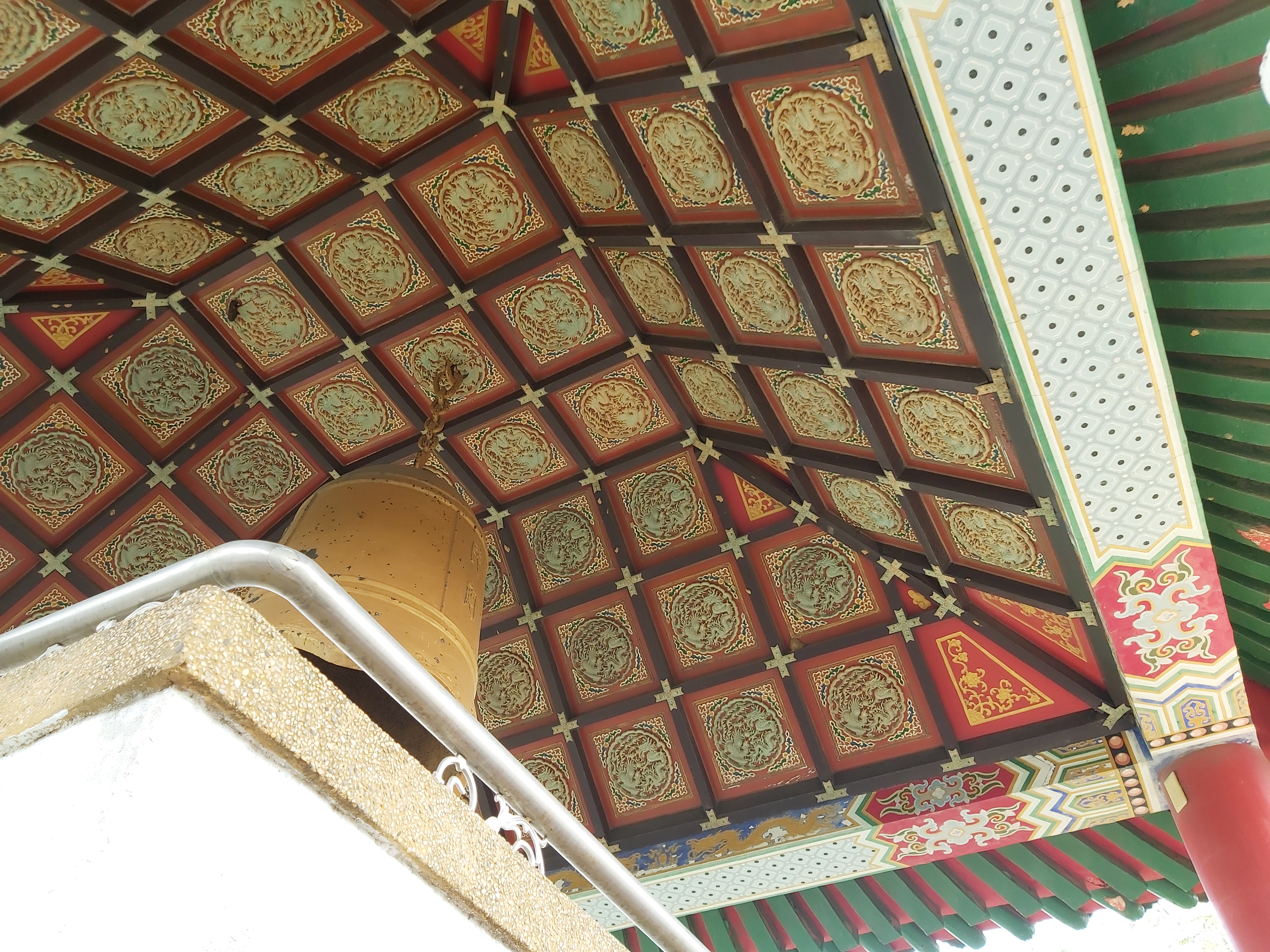
鐘樓樓頂吊鐘